# Parallélotope
Le parallélotope permet de généraliser les notions de parallélogramme et de parallélépipède à un espace affine (ou vectoriel) réel {\displaystyle E} de dimension finie {\displaystyle n} quelconque. C'est un polytope à centre de symétrie, donc les hyperfaces opposées sont parallèles. Les parallélotopes de {\displaystyle E} sont aussi appelés parallélépipèdes de {\displaystyle E}.
On peut définir un parallélotope de {\displaystyle E} comme étant l'image d'un hypercube {\displaystyle [0,1]^{n}} de {\displaystyle \mathbb {R} ^{n}} par une bijection affine de {\displaystyle \mathbb {R} ^{n}} sur {\displaystyle E}.
Une origine de {\displaystyle E} étant choisie (on a alors affaire à un espace affine), à {\displaystyle n} vecteurs linéairement indépendants {\displaystyle x_{1},\dots ,x_{n}} de {\displaystyle E} sera ainsi associé le parallélotope déterminé par ces vecteurs qui est une partie de {\displaystyle E} définie comme l'ensemble des combinaisons linéaires des {\displaystyle x_{i}} à coefficients compris entre 0 et 1
{\displaystyle P=\left\{x=\sum _{i=1}^{n}t_{i}x_{i},\,\forall i,0\leq t_{i}\leq 1\right\}}.
Tout parallélotope de {\displaystyle E} est ainsi obtenu par le choix d'une origine et d'une base (autrement dit, en choisissant un repère cartésien de l'espace affine). Les parallélotopes ne dépendant que de la structure d'espace affine réel.
Si {\displaystyle E} est un espace vectoriel euclidien, un parallélotope droit ou pavé de {\displaystyle E} est la figure de {\displaystyle E} obtenue quand les vecteurs {\displaystyle x_{i}} sont orthogonaux deux à deux. Il convient de voir dans le parallélotope général une sorte de pavé oblique.
Le déterminant permet d'étendre la notion de volume aux parallélotopes, et d'ajouter un concept d'orientation.